# Kein jezik
Kein jezik (ISO 639-3: bmh; bemal), transnovogvinejski jezik iz distrikta Madang u Papui Novoj Gvineji, kojim govori oko 1 750 ljudi (2000 popis).
jedan je od tri kokonska jezika koji pripadaju široj skupini croisilles; ostala dva su girawa [bbr] i munit [mtc]. Pripadnici etničke grupe koriste i tok pisin [tpi].

## Vanjske poveznice
- Ethnologue (14th)
- Ethnologue (15th)